# Петрухны
Петрухны — деревня в Бережанской волости Островского района Псковской области.

## География
Расположена на западном приграничье города Остров, примыкая к железной дороге Остров — Пыталово — Карсава.

## Население
| 2001 | 2002 | 2010 |
| ---- | ---- | ---- |
| 146  | ↘109 | ↘82  |

Численность населения деревни по состоянию на 2000 год составляла 146 жителей.